# Blockly

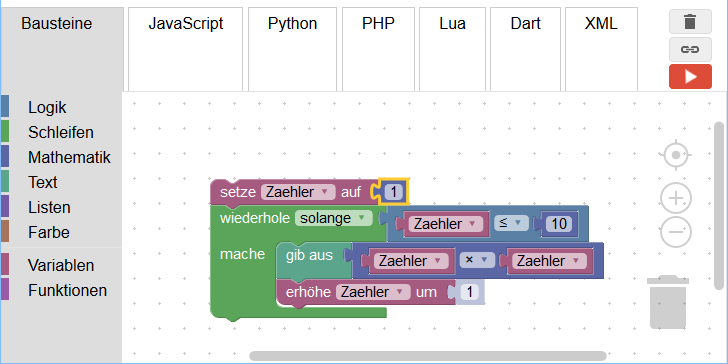
Blockly-Demo

Blockly ist eine Bibliothek, die Web-, Android- und iOS-Apps einen visuellen Code-Editor hinzufügt. Der Blockly-Editor verwendet verzahnte, grafische Blöcke zur Darstellung von Programmierkonzepten wie Variablen, logischen Ausdrücken, Schleifen und mehr. Er ermöglicht den Benutzern, Programmierprinzipien anzuwenden, ohne sich Gedanken über die Syntax machen zu müssen. Die abgebildeten Algorithmen können u. a. als JavaScript- oder Python-Code exportiert werden.
Der Code ist unter Apache License 2.0 lizenziert und kann frei in jedem Umfeld verwendet, modifiziert und verteilt werden.

## Blockly nutzende Applikationen
Blocky findet häufig in Lern-Applikationen Anwendung. Dem Schüler wird ein Werkzeug an die Hand gegeben, mit dem er erstrebenswerte Ziele (App, Minecraft Mods) ohne Kenntnis der Syntax notwendiger Programmiersprachen erreichen kann.
- Scratch
- MIT App Inventor – Entwicklung von Android-Apps[3]
- Code.org – Umgebung zum spielerischen Erlernen von Programmierprinzipien[4]
- Microsoft MakeCode
- OzoBot
- Piper
- Open Roberta – Initiative des Fraunhofer IAIS zum Erlernen der Roboterprogrammierung[5]
- WonderWorkshop
- BlocklyProp
- Blockly Games – spielerisch Programmieren lernen[6]
- IoBroker – Gebäudeautomatisierung[7]
- Verge3D nutzt Blockly als Scripting-Umgebung für WebGL-Anwendungen[8]